# Dariusz Med
Dariusz Med – biblijny król Babilonu, panujący prawdopodobnie w roku 539 p.n.e. Według Księgi Daniela objął rządy w wieku 62 lat wskutek podboju Babilonu przez armię Cyrusa II Wielkiego. Nie ma zgodności co do identyfikacji Dariusza Meda.

## Zestawienie źródeł
Z rekonstrukcji chronologii według Księgi Daniela wynika, że kolejność panowania w Babilonie była następująca: Nabuchodonozor II, Baltazar, Dariusz Med, Cyrus II. Dodatkowo rezultatem zestawienia wersów 5:30, 6:1 i 6:29 może być twierdzenie, że Dariusz z rodu Medów, syn Artakserksesa, był następcą Baltazara na tronie babilońskim oraz poprzednikiem Cyrusa II. Z tekstu na cylindrze Cyrusa II wynika natomiast, że namiestnikiem w Babilonie po podboju miasta przez Persów był dowódca wojsk perskich o imieniu Ugbaru. Według innych ksiąg Starego Testamentu oraz dokumentów pozabiblijnych chronologia panowania w Babilonie przedstawia się następująco: Nabuchodonozor II, Amel-Marduk, Nergal-szarra-usur, Labaszi-Marduk, Nabonid, Baltazar, Cyrus II. Przejęcie władzy przez Cyrusa II po śmierci Baltazara potwierdzają pisarze greccy: Herodot, Ksenofont, Aleksander Polihistor i Klaudiusz Ptolemeusz. Brak ścisłości historycznej w Księdze Daniela może jedynie świadczyć o tym, że autor treści nie był świadkiem opisanych wydarzeń.

## Identyfikacja Dariusza Meda
Identyfikacja Dariusza Meda, wspomnianego wyłącznie w Księdze Daniela (Dn 6:1), przysparza historykom trudności. Powstało wiele hipotez, według których Dariusza Meda utożsamiano z Astiagiem, Kiaksarem II, Gubaru (lub Ugbaru, stgr. Γοβρύας) oraz Cyrusem II. Pośrednią wskazówką przy identyfikacji Dariusza Meda są źródła babilońskie, według których Cyrus II przez rok po opanowaniu Babilonu tytułował się „królem czterech stron świata”, dopiero po tym okresie przyjął tytuł „króla Babilonu”. Może to świadczyć o istnieniu wasalnego władcy, który rządził podbitym państwem.
Kronika Nabonida wzmiankuje o tym, że Gubaru, władca Gutium, wraz z wojskiem Cyrusa II zajął Babilon bez walk. Nabonid został zatrzymany podczas próby powrotu do stolicy. Po przybyciu Cyrusa II do Babilonu w trzecim dniu miesiąca arahsamna (październik) Gubaru mianował lokalnych władców. Opisanym wydarzeniom odpowiadają daty 12 października 539 p.n.e. oraz 29 października odpowiednio. Kronika dodaje, że Ugbaru zmarł trzy tygodnie po tym, jak objął władzę w Babilonie. Przypuszcza się jednak, że autor źródła popełnił błąd, wstawiając informacje o jego śmierci pod niewłaściwym rokiem 539 p.n.e., poprawnym może być rok następny. Mógł panować około roku i dopiero po jego śmierci Cyrus II poszerzył swoją oficjalną tytulaturę o zwrot „król Babilonu”. Taka interpretacja wynika z konfrontacji źródeł babilońskich z perskimi, według których Cyrus II rozszerzył swoją tytulaturę po roku od zajęcia Babilonu.
Kolejnym zagadnieniem w sprawie identyfikacji Dariusza Meda jest występowanie w źródłach dwóch podobnych imion: Ugbaru i Gubaru – obu tłumaczonych na język grecki jako Gobrias. Teoria, że są to dwie różne osoby i że Ugbaru zmarł po trzech tygodniach od podboju Babilonu, jest mało popularna. Bardziej rozpowszechniony jest pogląd, że to ta sama postać, wspomniana zarówno jako Ugbaru – namiestnik Gutium i Gubaru – namiestnik Cyrusa w Babilonie. Prawdopodobieństwo, że Cyrus II wyznaczył zdobywcę Babilonu na króla-wasala jest duże, tym bardziej, że Księga Daniela zdaje się to potwierdzać: pomiędzy panowaniem Baltazara a Cyrusa II Babilonem rządził jeden król, nazywany Dariuszem Medem. Imię Dariusz Gubaru/Ugbaru przybrał prawdopodobnie – według zwyczajów wschodnich – jako swoje nowe imię królewskie. Oznaczało ono „posiadający berło”. Przydomek Med mógł odnosić się do jego etnicznego pochodzenia. Gutium to babilońskie określenia Medii na krainę Gutejów.
Istnieją jeszcze dwa poglądy, według których Dariusz Med to syn ostatniego króla Medii Astiaga – Kiaksar II, lub sam Astiag. Utożsamianie Dariusza Meda z Kiaksarem II oparte zostało na przekazach Ksenofonta, z którego Cyropedii czerpali Plutarch i Jan Tzetzes. Opisana przez Ksenofonta rzeczywistość nie znajduje potwierdzenia w innych źródłach historycznych. Po pierwsze, Kiaksar II, który dał Medię w posagu swojej córce Mandane, małżonce Cyrusa, nigdy nie istniał, a Mandane w rzeczywistości była córką Astiaga, co potwierdza Herodot. Po drugie, Cyrus II nie objął rządów w Medii drogą pokojową (wraz z posagiem), tylko w wyniku długotrwałych wojen ze swoim dziadem Astiagiem. Utożsamianie Dariusza Meda z Astiagiem także jest błędne, gdyż, powołując go na wasala w Babilonie, Cyrus II tworzył niebezpieczny układ polityczny. Obalony król Medii mógł podjąć próbę przywrócenia władzy przy wsparciu Babilończyków.

## Rządy Dariusza Meda
Przez rok od podboju Babilonu Cyrus II pozwolił na formalne istnienie królestwa pod władzą króla-wasala. Wydaje się, że pozostawił nienaruszonym jego strukturę społeczną. Urzędy przeważnie były obsadzane Babilończykami, a kapłanom pozwolono na sprawowanie dotychczasowych kultów religijnych. Brak niemniej jednoznacznych źródeł, by z pewnością potwierdzić te przypuszczenia. Kronika Nabonida, wzmiankująca o mianowaniu przez Gubaru lokalnych władców i urzędników, nie stoi w sprzeczności z przekazem Księgi Daniela (Dn 6:2), według której Dariusz Med powołał stu dwudziestu satrapów i trzech książąt, choć z drugiej strony przekaż wydaje się wyolbrzymiać liczbę powołanych urzędników. Na niewielkim obszarze podbitej Babilonii nie było potrzeby tak rozbudowanego aparatu władzy. Dodatkowo Księga Daniela wskazuje na zależność Dariusza Meda od Cyrusa II. Z fragmentu wynika, że prawo perskie i medyjskie nie rozpowszechniało się na Babilonię. Jednocześnie widać, że prawo zwierzchnika było respektowane i cieszyło się w państwie dużym autorytetem, co potwierdza dodatkowo Dn 6:16.